# Disney's BoardWalk Resort
O Disney's Boardwalk Resort é um hotel e área de entretenimento do completo Walt Disney World Resort, na Flórida. Foi aberto em 1996, na região de Epcot e situado entre o Epcot e o Disney's Hollywood Studios. A área de entretenimento conta com um calçadão à beira de um lago com opções de restaurantes, casas de show e lojas. O hotel e o calçadão desenhados por Robert A.M. Stern. Ele é conhecido como um mini Disney's Spring, já que oferece opções semelhantes a este complexo, mas com um tamanho menor. Possui um hotel do estilo luxuoso do completo Walt Disney World Resort.

## Descrição

### Área de entretenimento
Esta área é composta de um calçadão de 400m ao longo de um lago. O acesso é livre para hóspedes do hotel anexo e a qualquer outro visitante do completo Walt Disney World Resort. Os visitantes podem caminhar ou alugar bicicletas para conhecê-lo. Abaixo as principais atrações da área:
- Refeição: a área oferece vários restaurantes, tanto na área do calçadão, quanto dentro do hotel.
  - Big River Grille & Brewing Works: restaurante que oferece pratos típicos americanos para almoço ou janta.
  - BoardWalk Bakery[3]: uma padaria com opções de doces e salgados para qualquer hora do dia, desde o café da manhã, até a sobremesa do jantar.
  - ESPN Club: restaurante com decoração esportiva da ESPN, com foco nos esportes americanos. Possui peças decorativas como uniformes de times, bolas, tacos e até cadeiras de estádios. Possui várias TVs sintonizadas em programação esportiva da ESPN, incluindo TVs até no banheiro. O cardápio é de comida americana.
  - Flying Fish Cafe: restaurante elegante de frutos do mar
  - Trattoria al Forno: restaurante italiano que também serve café da manhã[4]
- Compras: área conta com muitas lojas, com produtos de toda linha Disney;
  - Dundy's Sundries: localizado dentro do hotel, vende souvenirs.
  - Screen Door General Store: vende roupas, pins e chaveiros
  - Wayland Galleries: vende obras de arte.
  - ESPN Club Store: junto ao restaurante da mesma rede, oferece itens da ESPN de todos os esportes americanos, incluindo cards e bolas. Também possui arcades para jogar.
- Vida noturna: a região possui casas noturnas para todos os gostos.
  - Atlantic Dance Hall: dedicado à música clássica. Visitante precisa ter mais de 21 anos para entrar.
  - Jellyrolls: baseado num duelo de pianos tem decoração típica do Velho Oeste Americano. Também é necessário ser maior de 21 anos para acesso.

### Hotel
Um dos hotéis mais luxuosos do complexo, com decoração inspirada nos antigos hotéis do nordeste americano no século XX. O hotel está a uma distância a pé do Epcot e do Disney's Hollywood Studios.